# Neferkasokar
Neferkasokar (egipčansko Nefer-Ka-Seker, Sokarjeva duša je lepa ali Sokarjeva duša je popolna) je bil faraon Starega Egipta iz Druge dinastije. O njem je zelo malo znanega, ker ni iz njegovega obdobja nobenega doslej znanega vira. Njegovo ime so egiptologi odkrili v kasnejših virih.

## Ime
Neferkasokar je na Sakarskem seznamu kraljev iz grobnice visokega svečenika Tjuneroja omenjen v deveti kartuši kot naslednik Neferkareja I. in predhodnih Hudžefe I.
Na Sakarskem seznamu kraljev je omenjen kot naslednik Neferkaja in predhodnik Hudžefe I. Njegova kartuša je v 1. vrstici III. kolone. Torinski seznam kraljev omenja, da je vladal 8 let in 3 mesece.
Neferkasokarjevo ime so odkrili tudi na valjastem pečatniku neznanega porekla, izdelanem iz lojevca. Ime je zapisano dvakrat, obakrat v kraljevih kartušah. Zanimivo je, da je v prvi kartuši ime boga Sokarja napisano nad faraonovim imenom, v drugi pa pod njim. Uvodni napis pravi Meri-netjeru, kar pomeni ljubljenec bogov. Takšno naslavljanje je značilno za obdobje Srednjega kraljestva in kasneje, kar pomeni, da pečatnik verjetno ni iz obdobja Druge dinastije. Večina egiptologov ga datira v Trinajsto dinastijo, nekatero pa dvomijo v njegovo pristnost.
Neferkasokar igra pomembno vlogo na papirusu iz Srednjega kraljestva. Besedilo je bilo okoli leta 237 pr. n. št. prevedeno v demotsko pisavo in se ohranilo na papirusu pWien D6319. Na njem so navodila, kako se morajo graditi svetišča in kako morajo svečeniki opravljati svoje dolžnosti. 
Na papirusu je tudi zgodba, kako je kraljevi pisar pod nadzorom princa Džedefhorja odkril star dokument v pozabljeni komori, ki jo je zapečatil kralj Neferkasokar. Na odkritem papirusu je bilo poročilo o lakoti, ki je sedem let pestila Egipt, in kako je faraon Neferkasokar v sanjah dobil navodila nebeškega preročišča, naj obnovi vse templje v državi. Ko je faraon uspešno opravil svojo nalogo, je začel Nil spet teči kot običajno. Po teh dogodkih je Neferkasokar izdal odlok, ki ga jo odkril Džedefhor.

## Vladanje
O Neferkasokarjevem vladanju je zelo malo podatkov. Nekateri egiptologi, med njimi Iorwerth Eiddon Stephen Edwards in Walter Bryan Emery, domnevajo, da je vladal samo v Spodnjem Egiptu, ker je njegovo ime na Sakarskem seznamu kraljev, na Abidoškem pa ne. Domneva se tudi, da je vladal v času, ko sta v Gornjem Egiptu vladala Peribsen in Sekemib-Perenmat. Domneva je skladna s stališči številnih egiptologov, da je bil Egipt v tistem času razdeljen na dva dela. Teorija, da je bil Egipt od konca Ninečerjeve vladavine razdeljen na dve kraljestvi, temelji na preučevanju imena faraona Peribsena, katerega ime je povezano z ombskim božanstvom Setom. Ime dokazuje, da je bil iz Omba in vladal v regiji, kamor je spadal tudi Ombo. Peribsen je dobro dokumentiran v artefaktih iz njegovega obdobja, odkritih v tinitski regiji, v memfiških dokumentih pa ni omenjen. Neferkasokarjeva predhodnika bi lahko bila Sened in Neferkare I., naslednik pa Hudžefa I.